# Wyndham Vale
Wyndham Vale är en del av en befolkad plats i Australien. Den ligger i kommunen Wyndham och delstaten Victoria, omkring 37 kilometer väster om delstatshuvudstaden Melbourne. Antalet invånare är 17 304.
Runt Wyndham Vale är det mycket glesbefolkat, med 3 invånare per kvadratkilometer.. Närmaste större samhälle är Hoppers Crossing, omkring 15 kilometer öster om Wyndham Vale.
Trakten runt Wyndham Vale består i huvudsak av gräsmarker. Genomsnittlig årsnederbörd är 971 millimeter. Den regnigaste månaden är juni, med i genomsnitt 115 mm nederbörd, och den torraste är januari, med 34 mm nederbörd.